# Westfrankreich-Erdbeben 2023
Das Westfrankreich-Erdbeben ereignete sich am 16. Juni 2023 um 16:38:29 UTC in Saint-Georges-du-Bois im französischen Département Charente-Maritime. Es erreichte auf der Momenten-Magnituden-Skala eine Stärke von MW = 4,8 und auf der Mercalliskala wurde die Stufe VIII (zerstörend) registriert. Das Epizentrum befand sich bei 46,2° nördlicher Breite und 0,7° westlicher Länge. Es war das seit längerer Zeit kräftigste Beben in Frankreich.

## Bezeichnungen
Das Westfrankreich-Erdbeben wird im Französischen als Séisme de 2023 dans l'Ouest de la France oder alternativ auch als Séisme de La Laigne bezeichnet.

## Hergang
Der Hauptschock mit einer Magnitude von MW = 4,8 und einer örtlichen Magnitude von MLv = 5,3 bis MLv = 5,5 wurde am Nachmittag um 18:38:29 Uhr Ortszeit (16:38:29 UTC) registriert. Betroffen war die Grenzregion zwischen den westfranzösischen Départements Charente-Maritime und Deux-Sèvres mit den Gemeinden Saintes-Georges-du Bois (Epizentrum 3 Kilometer nördlich des Ortskerns), Courçon, Mauzé-sur-le-Mignon, La Laigne, Arçais und Saint-Hilaire-la-Palud. Die Stoßwellen des Hauptbebens wurden noch in Bordeaux, in Poitiers, in Limoges, in Nantes, in Rennes, in Angers, in Tours und selbst noch in Paris verspürt.
Am folgenden Tag, dem 17. Juni 2023, kam es zu zwei deutlichen und noch mehreren kleineren Nachbeben.

## Seismologische Parameter

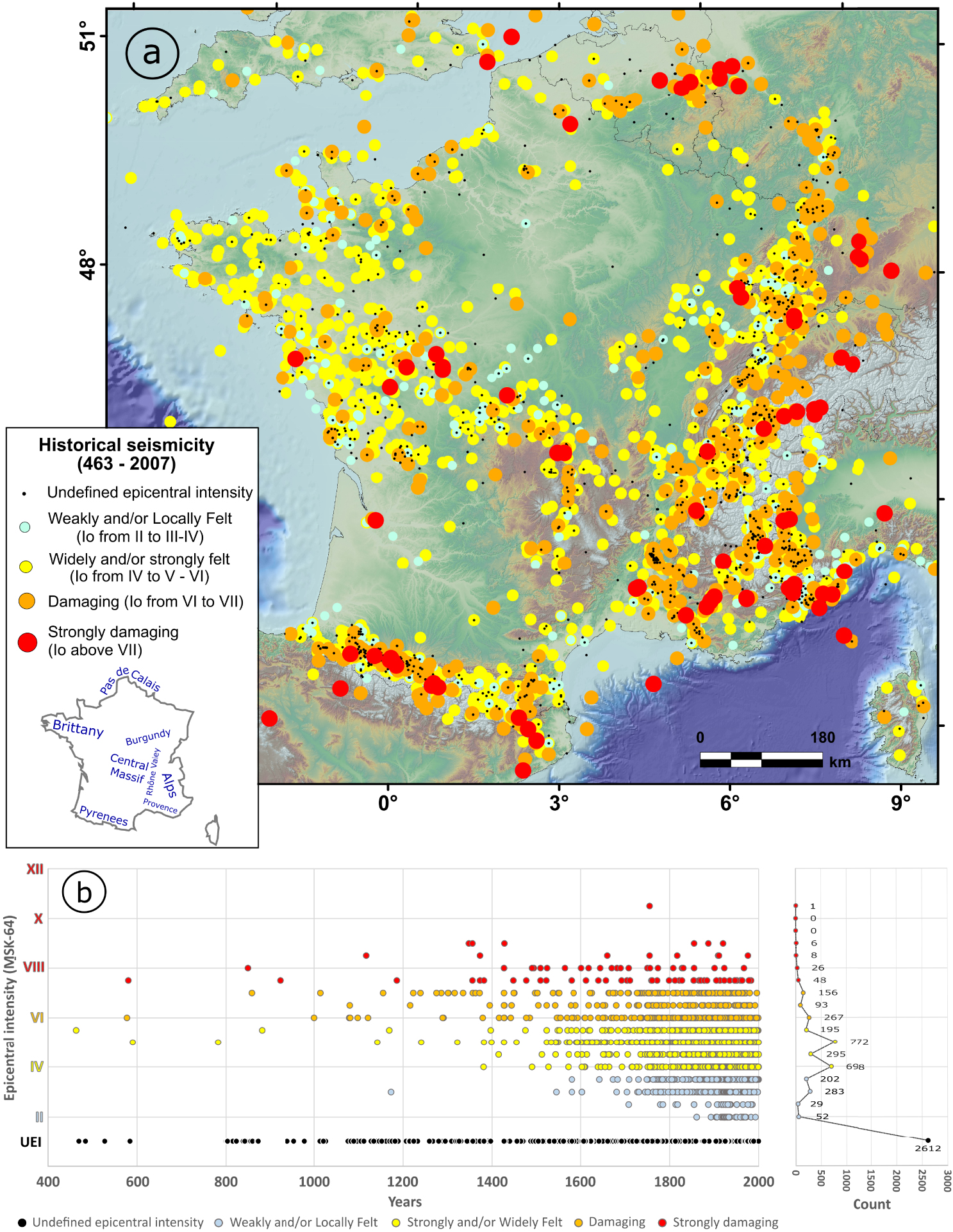
Historische Seismizität in Frankreich. Gut zu erkennen der breite, Südost-streichende seismische Gürtel vom Armorikanischen Massiv zum nordwestlichen Massif Central.

Das Epizentrum liegt in etwa 26 Kilometer südwestlich von Niort und 36 Kilometer östlich von La Rochelle, genauer 4 Kilometer südsüdöstlich von Courçon.
Die Tiefe des Hauptbebens wird vom Réseau national de surveillance sismique (RéNASS) mit 3,0 ± 0,4 Kilometer angegeben, was vom Observatoire de la Côte d’Azur bestätigt wird. Der United States Geological Survey (USGS) ermittelt eine Tiefe von rund 5 Kilometern. Jedoch geht franceseisme.fr sogar von einer durchschnittlichen Herdtiefe von 7,0 Kilometer aus, nennt aber eine Spannbreite für die Tiefe von 5,0 ± 2,0 Kilometer.
Die Magnituden sind eingangs bereits angeführt. Das Observatoire de la Côte d’Azur hebt jedoch die Momentmagnitude leicht auf MW = 5,0 an. Seine Herdflächenlösung geht von einer Nord-streichenden (N 000), vertikalen Verwerfung (Einfallswinkel = 90°) aus – einer linkshändigen, nahezu reinen Seitenverschiebung, deren Bewegungsvektor mit 5° leicht nach Norden wegtaucht. Die Lösung von franceseisme.fr weicht hiervon etwas ab – die Verwerfung streicht N 003 und fällt mit 80,6° steil nach Osten ein. Ihr Bewegungsvektor zeigt mit 32,7° bereits etwas steiler in die Nordrichtung. Eine alternative Lösung ist Streichen N 004, Einfallen 82° Ost und Bewegungsvektor 3° nach Nord.
Die Geschwindigkeit der Bodenbewegungen erreichte 5,5 cm/s, die maximale Beschleunigung betrug 8,6 Prozent der Erdbeschleunigung.
Das seismische Skalarmoment wurde mit 2,07 × 10 23 dyn·cm bzw. 2,07 × 10 16 N·m ermittelt.

## Nachbeben
Unter den Nachbeben sind zwei Ereignisse von Bedeutung. Das erste Nachbeben registrierte am frühen Morgen des 17. Juni um 04:27 Ortszeit bzw. um 02:27 UTC. RéNASS schreibt ihm die Magnitude MW = 4,6 bzw. ML = 4,3 zu. Seine Herdflächenlösung ist dem Hauptbeben recht ähnlich (Streichen N 012, Einfallen 68° nach Ost, Eintauchwinkel 15° nach Nord). Das erste Nachbeben erreichte somit nahezu die Stärke des Hauptbebens und war folglich auch im Westen Frankreichs deutlich spürbar. Insbesondere im Département Deux-Sèvres ging die Feuerwehr daran, die bereits beim Hauptbeben betroffenen Gebäude zu inspizieren und abzusichern.
Ein zweites Nachbeben folgte nur wenig später am 17. Juni, und zwar um 9:31 Ortszeit bzw. 7:31 UTC. Dieses zweite Nachbeben war aber bereits wesentlich schwächer und erlangte laut RéNASS nur noch eine Magnitude von MW = 3,7 bis MW = 3,4 bzw. ML = 3,0. Es waren dann noch 9 weitere kleine Nachbeben zu verzeichnen, welche alle zwischen MW = 2,5 und MW = 1,0 lagen.

## Geologie

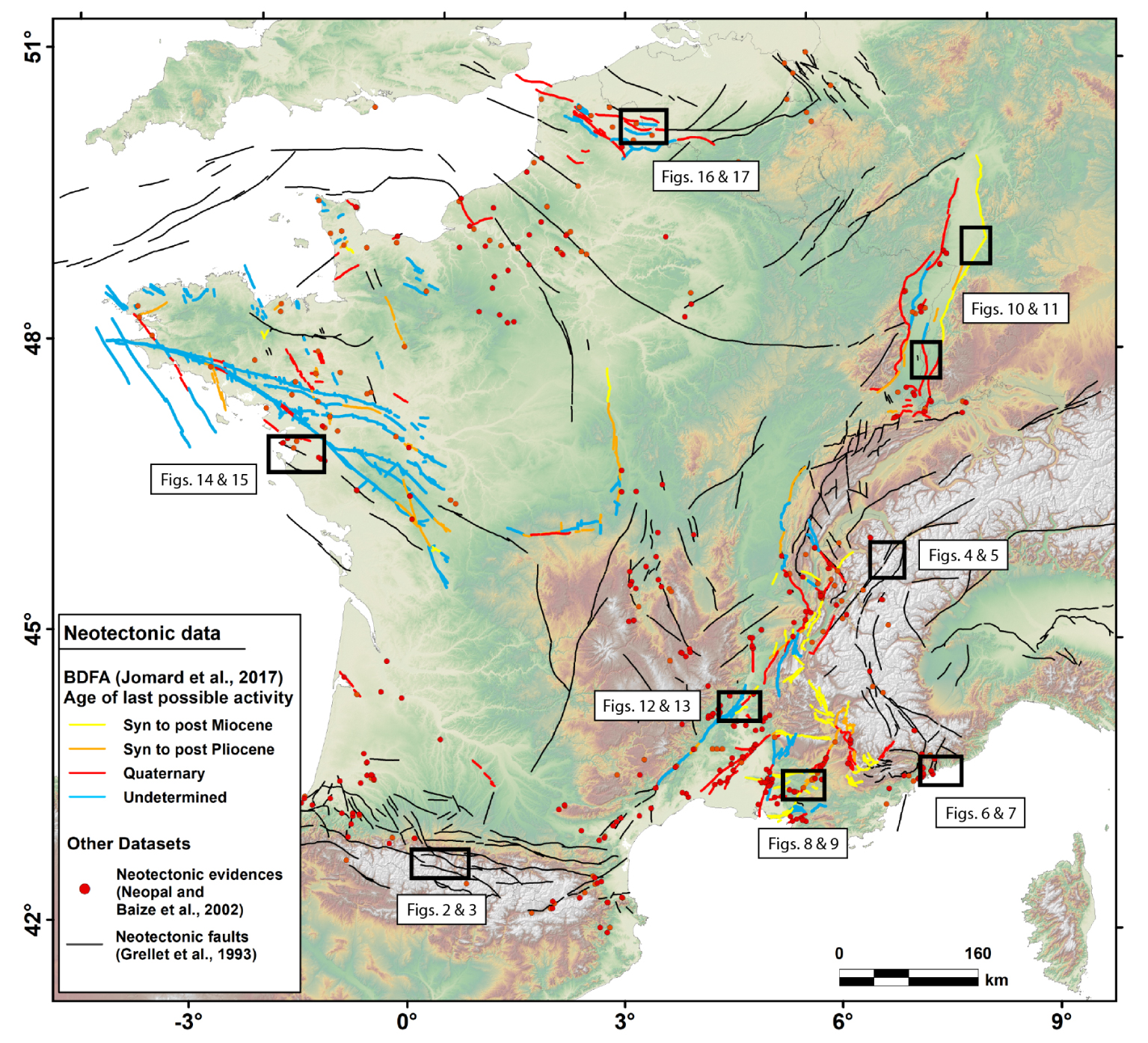
Strukturkarte von Frankreich mit den bedeutenden, teils Erdbeben-erzeugenden Verwerfungen

Das Epizentrum liegt am Nordrand des Aquitanischen Beckens in nur flach (mit 1 bis 3°) nach Südsüdwest einfallenden Schichten des Oberjuras (Oberes Oxfordium und unteres Kimmeridgium), die hier das Kalkplateau des Aunis aufbauen. Die Sedimenthülle auf dem armorikanischen Grundgebirge ist nur knapp 400 Meter mächtig (374 Meter in der Bohrung von Aigrefeuille-d’Aunis). Die Dicke der Erdkruste wurde am Epizentrum mit 32 Kilometer ermittelt.
Das obere Oxfordium dokumentiert eine Rückkehr zu vorwiegend kalkiger Sedimentation – feinkörnige tonige Kalke, deren Cephalopodenführung (Ammoniten und Belemniten) eine eindeutige Außenplattform zu erkennen gibt. Gegen Ende des Oxfordiums machen sich bioklastische Einschaltungen bemerkbar. Im unteren Kimmeridgium kommen mehrere Korallenepisoden zum Vorschein. Die Kolonisation der Karbonatplattform durch Korallen und die immer seltener werdenden Cephalopoden sind ein Indiz für geringe Wassertiefe.
Strukturell bilden die Oberjurasedimente eine in Richtung Beckeninneres geneigte, flache Monoklinale. Eindeutig beherrschend ist auf der Plattform die durch das Grundgebirge vorgezeichnete südarmorikanische Streichrichtung variszischen Alters – Südost-Nordwest (N 135). Ihr folgen zwei Mulden (bei Saint-Pierre-d’Amilly und nördlich von Mauzé-sur-le-Mignon), ein Sattel (bei La Rochénard), eine Flexur (nördlich von Mauzé-sur-le-Mignon) und auch mehrere Brüche. Die Nordrichtung, wie sie durch das Beben manifestiert wird, findet sich nur selten. Ein Beispiel hierfür liefert die Störung bei Mauzé-sur-le-Mignon, die N 005 streicht. 
Es wird angenommen, dass die variszische Vorzeichnung während der Pyrenäenorogenese im oberen Eozän reaktiviert wurde. Die Flexur verweist aber auf bereits vor dem Cenomanium erfolgte Bewegungen einer frühen Pyrenäenfaltungsphase. Die Anordnung der Korallenhorste des unteren Kimmeridgiums lässt sogar auf eine Wiederbelebung alter Grundgebirgsstörungen bereits während des Oberjuras schließen.
Wie aber das Beben eindeutig beweist, ist der Verformungsprozess der Plattform selbst bis auf den heutigen Tag noch nicht zur Ruhe gekommen.

## Schäden
In Mauzé-sur-le-Mignon wurde ein Einwohner und in der Charente-Maritime wurden zwei weitere Personen leicht verletzt.
Nach dem Hauptbeben waren rund 1100 Haushalte ohne Strom, da die Erschütterungen eine Hochspannungsleitung in Mitleidenschaft gezogen hatten.
Zahlreiche materielle Schäden wurden aus den beiden Départements gemeldet. In Saint-Hilaire-la-Palud wurde um die betroffene Ortskirche eine Schutzzone eingerichtet. In der Innenstadt von Niort wurde wegen herabfallender Bausteine zeitweilig der Verkehr unterbunden. In La Laigne waren mehrere Dächer eingestürzt, so dass sämtliche Einwohner evakuiert und in der Mitte des Dorfs notversorgt wurden. In La Laigne sind jetzt 70 Häuser unbewohnbar und mindestens 200 der Dorfbewohner müssen umquartiert werden. In Cram-Chaban wurde die Straßenbrücke gesperrt, da die Nachbebenserie bedrohliche Risse noch erweitert hatte.
Insgesamt wurden durch das Westfrankreich-Erdbeben mehr als 5000 Gebäude beschädigt, laut der Versicherungsagentur Saretec beläuft sich der Schaden zwischen 150 und 200 Millionen Euro. Bei mehr als 5.000 Bauten bildeten sich Risse im Putz und Gegenstände fielen zu Boden, rund 100 Bauten sind stark beschädigt, da tragende Strukturelemente einsackten oder nachgaben und 300 Bauten zeigen zwar angegriffene Träger, die aber noch standhielten.
Einige Kirchen wurden in Mitleidenschaft gezogen, teils bildeten sich große Risse, so z. B. im Glockenturm von La Laigne. In Arçais, das bereits im Regionalen Naturpark Marais Poitevin liegt, wurden die Chorbögen der Ortskirche Saint-Cyr angegriffen. In Saint-Hilaire-la-Palud musste um die Kirche wegen Einsturzgefahr ein Sicherheitskorridor eingerichtet werden. Die direkten Anlieger wurden sodann evakuiert.
Die meisten öffentlichen Bauten blieben jedoch verschont (Schulen, Krankenhäuser, Bahnhöfe).
Umliegende Nuklearanlagen kamen nicht zu Schaden. Dennoch wurde das Beben laut Autorité de sûreté nucléaire (ASN) in den Kernkraftwerken von Blaye, Civaux und Chinon durchaus registriert, die Erschütterungen an den Reaktoren waren aber für eine Alarmauslösung zu gering. Die Nuklearanlage im nahegelegenen Pouzauges blieb ebenfalls unbehelligt.

## Tsunamiwarnung
Eine Tsunamiwarnung wurde nicht ausgesprochen.

## Offizielle Stellungnahmen
Bereits am 16. Juni 2023 erklärte Christophe Béchu, der Minister für den ökologischen Übergang und den territorialen Zusammenhalt, dass es sich beim Westfrankreich-Erdbeben um eines der kräftigsten Erdbeben handele, welches je in Frankreich aufgezeichnet worden war.
Am Tag darauf gab der Innenminister Gérald Darmanin bekannt, ein beschleunigtes Verfahren zur Anerkennung des Katastrophenzustands ins Leben zu rufen, um hierdurch die Entschädigungszahlungen zu erleichtern.
Noch am gleichen Tag sprach Élisabeth Borne, die Premierministerin Frankreichs, den Erdbebenopfern ihre Solidarität aus. Sie fügte hinzu, dass es sich um ein sehr ungewöhnliches Erdbeben handelt und ich daher allen beunruhigten Einwohnern  meinen Beistand aussprechen möchte. Darüber hinaus will ich sicherstellen, dass jeder Betroffene eine neue Wohnung bekommt.